# William (Bischof, Dunblane, † 1361)
William († vor 18. Juni 1361) war ein schottischer Geistlicher. Ab 1347 war er Bischof von Dunblane.

## Aufstieg zum Bischof
William war Kanoniker an der Kathedrale von Dunblane. Nach dem Tod von Bischof Maurice of Inchaffray wurde er vom Kathedralkapitel zum Bischof des Bistums Dunblane gewählt. Am 23. Oktober 1347 tadelte Papst Clemens VI. in einem Brief an Bischof William of Dunblane das Kathedralkapitel und den Bischof für die Wahl, da er sich selbst die Ernennung eines neuen Bischofs vorbehalten hatte. Der Papst berücksichtigte aber die Wünsche des Kapitels und beauftragte Kardinal Jean de Cominges, William zum Bischof zu weihen. Diese Reservierung der Ernennung von Bischöfen durch die Päpste selbst war im 14. Jahrhundert gängige Praxis, durch die die Kurie zusätzliche Gebühren und damit Einkünfte erzielen konnte.

## Tätigkeit als Bischof
Da die mittelalterlichen Urkunden des Bistums verloren gegangen sind, ist wie bei den meisten anderen Bischöfen über Williams Tätigkeit als Bischof wenig bekannt. In seine Amtszeit als Bischof fiel die langjährige Gefangenschaft von König David II., der in der Schlacht von Neville’s Cross 1346 in englische Gefangenschaft geraten war, und der Ausbruch des Schwarzen Tods 1349. Zwischen 1348 und 1354 musste William mehrfach Pfründen auf Druck der Kurie und nicht nach seiner Wahl vergeben. William gehörte zu den vier schottischen Bischöfen, die im März 1351 sowie nach dem 28. Juni 1351 mit englischen Gesandten in Hexham bzw. in Newcastle Verhandlungen über das Lösegeld für David II. führten. In den Verhandlungen konnten die Bischöfe aber nur erreichen, dass der König 1352 selbst nach Schottland reisen durfte, um in einem Parlament die Magnaten und Prälaten zur Annahme der englischen Bedingungen zu bewegen. Doch auch der König konnte das Parlament überzeugen, so dass er erst nach weiteren Verhandlungen 1357 freikam. In diesem Jahr wurden die Einkünfte des Bistums Dunblane auf über £ 376 beziffert, dazu kamen Einkünfte aus den Ländereien des Bischofs in Höhe von über £ 30. Von diesen Einkünften musste das Bistum mit Zustimmung der Kurie drei Jahre lang einen Zehnten für das Lösegeld des Königs zahlen. William starb 1361, die Wahl seines Nachfolgers wurde am 18. Juni 1361 bestätigt.